# Kloster Amerika
Kloster Amerika ist ein Wohnplatz im Wittmunder Stadtteil Hovel. Er liegt ungefähr einen Kilometer nordöstlich des Kernortes Hovel und 1,5 Kilometer nordwestlich von Leerhafe.

## Name
Kloster, der erste Bestandteil des Namens, lässt sich für diese Ortschaft ab 1602 nachweisen. Der Namensteil Amerika findet sich zum ersten Mal 1830 als Colonie Amerika in der Hannoverschen Grundsteuererfassung und als Amerika 1844 im sogenannten Papen-Atlas. Als Amerika, Kloster ist der Name 1930 im Gemeindelexikon für den Freistaat Preußen verzeichnet. Amerika – so der Namensforscher Arend Remmers – sei vermutlich ein „Scherzname“, der zur Abseitslage des Ortes in Beziehung steht.

## Geschichte
Die Anfänge der Besiedlung Kloster Amerikas gehen auf das Urbarmachungsedikt des preußischen Königs Friedrich II. zurück, das im Juli 1765 die innere Kolonisation Ostfrieslands verfügte. Durch das Edikt wurde Land mit nicht geklärten Besitzrechten, insbesondere noch nicht urbar gemachten Moor- und Heideflächen, als Staatseigentum deklariert. Der Flurname Moorkamp und die Bezeichnung Amerikas als Colonie Amerika erinnern an die Gründungszeit. Der Namensteil Kloster verweist vermutlich auf ein Vorwerk der Johanniterkommende Burmönken, die 1514 einer Brandschatzung durch die Schwarze Garde (zwarte hoops) zum Opfer fiel.
In kommunaler Hinsicht war Kloster Amerika immer mit dem Dorf Hovel verbunden. Im 19. Jahrhundert war es deshalb auch Teil einer Bauerschaft innerhalb des Kirchspiels Leerhafe, die aus Hovel, Rispel und Leerhafe bestand und die sich im weiteren Verlauf des Jahrhunderts zu einer „Sammtgemeinde“ entwickelte, in der jede der drei Dörfer über eine gewisse politische Eigenständigkeit verfügte. Kommunalpolitische Differenzen führten dazu, dass 1901 Hovel mit Kloster Amerika und seinen anderen Ortsteilen von der Samtgemeinde abgetrennt und unter dem Namen „Gemeinde Hovel“ die Selbständigkeit erhielt. Das Leerhafer Standesamt sowie die dortige Armenverwaltung blieben aber weiterhin für Hovel zuständig. Im Zuge der Kommunalreform wurde Hovel – und damit auch Kloster Amerika – am 16. August 1972 Teil der Stadt Wittmund.
Kurz nach dem Zweiten Weltkrieg existierte in Kloster Amerika ein britisches Lager für deutsche Kriegsgefangene. Zu den Gefangenen gehörte der Gewerkschaftsfunktionär Ernst Breit. In einem 2009 geführten Gespräch mit Hans-Otto Hemmer, dem langjährigen Chefredakteur der Gewerkschaftlichen Monatshefte, berichtete er über seine Gefangennahme unter anderem: „(…) Dann sind wir über den Ijsseldamm nach Ostfriesland marschiert, in die Nähe von Aurich. Die Ortschaft hieß „Kloster Amerika“. Da lagen wir auf Bauernhöfen verteilt. Das war gar nicht schlecht. Wir hatten ein Dach über dem Kopf. Es waren Lagerblocks mit 90 Leuten und 4 bis 5 Offizieren, die ihre Pistolen behalten durften. So sollte die Ordnung bewahrt bleiben. Wir haben sie nicht gebraucht.“ Wenige Wochen später wurden die Kriegsgefangenen in das benachbarte Pfalzdorf verlegt.

## Verkehrsanbindung
Kloster Amerika liegt am Amerikaweg, einer Stichstraße, die von der Hoveler Straße (Kreisstraße K27) nach Norden hin abzweigt. Die K27 führt von Leerhafe über Hovel, Farlage und Borgholt nach Collrunge (K28). Über einen direkten Anschluss an den Öffentlichen Personennahverkehr verfügt Kloster Amerika nicht. Im benachbarten Leerhafe verkehrt die Linie 311 des Verkehrsverbundes Ems-Jade. Sie führt in nördlicher Richtung über Isums nach Wittmund und nah Süden über Rispel und Reepsholt nach Friedeburg. In Rispel gibt es eine Umsteigemöglichkeit nach Jever.